# Folkomröstningen 2014 om Kataloniens politiska status

Omröstningsresultat distrikt för distrikt. Alternativet 'Ja/Ja' är i grönt.
>75 % 'Ja/Ja'-röster
72,5–75 % 'Ja/Ja'-röster
70,0-72,5 % 'Ja/Ja'-röster
- Det enda distrikt som noterade en 'Ja/Ja'-röstandel under 75 procent var Val d'Aran.

Folkomröstningen om Kataloniens politiska status var en rådgivande folkomröstning (formulerad som en "deltagandeprocess") som hölls den 9 november 2014 i Katalonien. Omröstningen hade flera gånger förklarats olaglig av Spaniens författningsdomstol och omformulerades därför från referèndum (bindande folkomröstning) till consulta (rådgivande folkomröstning, opinionsundersökning) och slutligen till procés de participació ciutadana ("process med medborgardeltagande").
Preliminärt deltog drygt 41 procent av de röstberättigade i folkomröstningen, där utfallet blev att drygt 80 procent ville att Katalonien både skulle ses som en stat och en självständig stat. Genom ogiltigförklarandet i författningsdomstolen har omröstningen dock mer karaktären av offentligutlyst opinionsundersökning.

## Förberedelser
Utlysningen av folkomröstningen var inte sanktionerad av den spanska centralregeringen men bekräftades trots detta i regionparlamentet den 19 september 2014. Den spanska författningsdomstolen fattade 29 september beslut om att omröstningen bryter mot Spaniens grundlag.
13 oktober meddelade också den katalanska regionregeringen att man inte skulle gå vidare med förberedelserna inför 9 november-omröstningen, i ljuset av författningsdomstolens utslag. Vid en presskonferens dagen därpå meddelade regionstyrets president dock att omröstningen inte alls var avlyst utan snarare omformulerad. Den skulle enligt det nya reglementet vara en consulta ('rådgivning', motsvarande rådgivande folkomröstning), till skillnad mot referèndum/plebescit ('folkomröstning'). På så sätt hoppades Mas och regionstyret kunna kringgå domen i författningsdomstolen.
När även detta alternativ avslogs av Spaniens författningsdomstol, beslöt Kataloniens regering att låta utlysa det hela som en "Process med medborgardeltagande om Kataloniens politiska framtid" (Procés de participació ciutadana).
Enligt en opinionsundersökning september 2013, publicerad i El País, ansåg 45 procent av de tillfrågade katalanerna att omröstningen borde ställas in om domstolen såg den som olaglig. Enligt undersökningen ansåg 23 procent att omröstningen skulle genomföras ändå.

## Frågor och antal röstberättigade

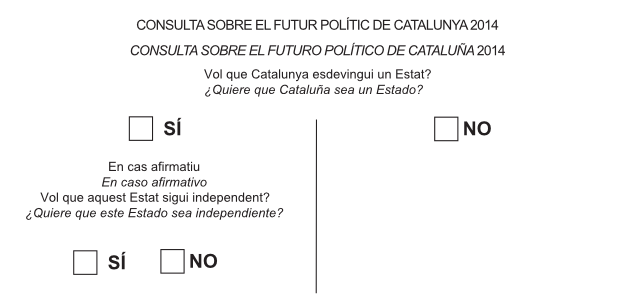
Frågorna på röstsedeln (på katalanska och spanska).

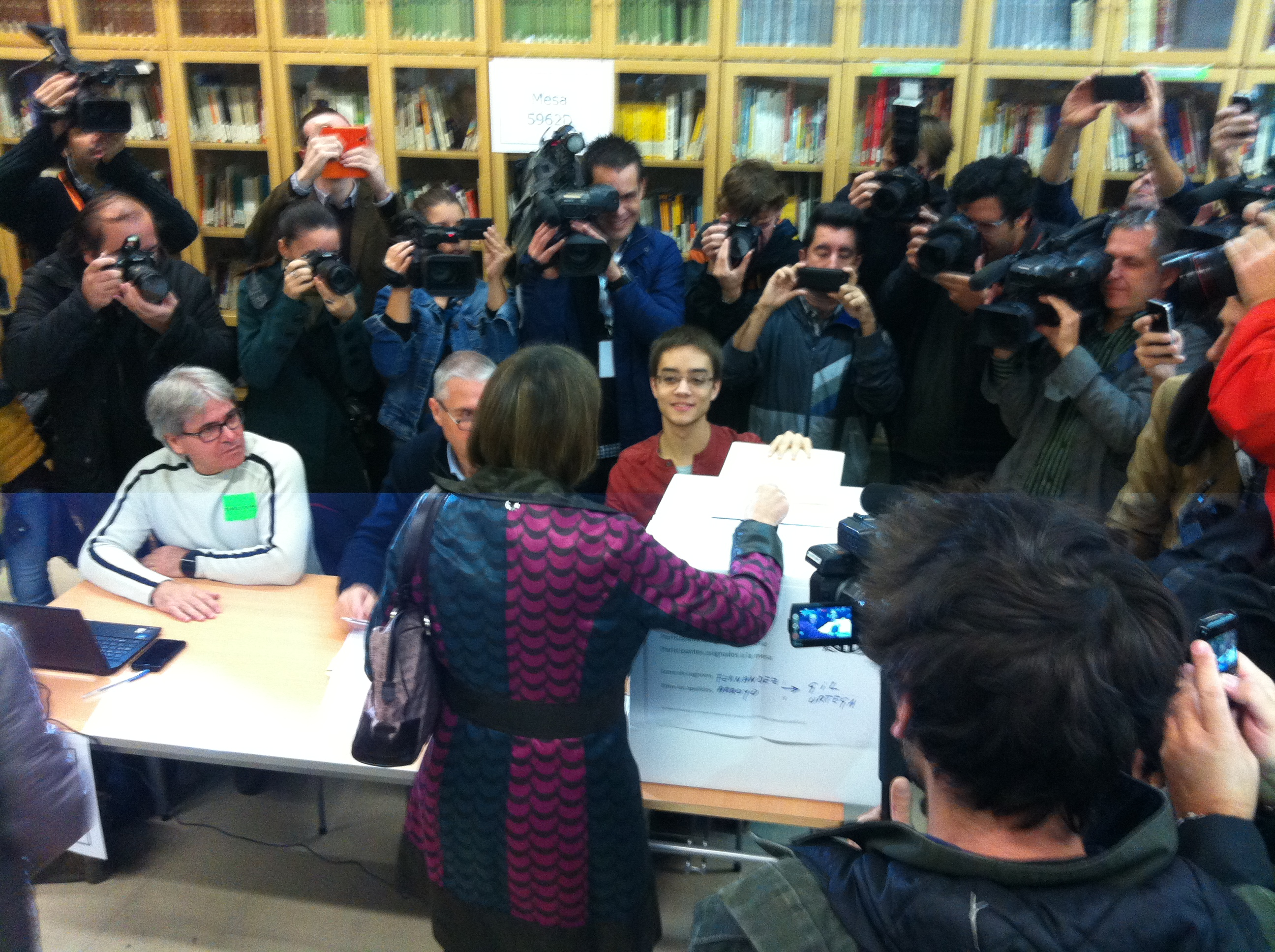
Den omdiskuterade omröstningen ägde rum 9 november 2014.

Frågorna som Kataloniens väljare skulle ta ställning till var följande:
- a) Vill Ni att Katalonien ska bli en stat? (Ja/Nej)
- b) Om Ja, vill Ni att staten ska vara självständig?[7]

Frågeställningarna var samma i de tre olika omröstningsutlysningarna.
"Deltagandeprocessen" var inte baserad på en officiellt fastslagen röstlängd. Den vände sig dock till alla som fyllt 16 år senast den 9 november 2014 och som uppfyllde följande villkor:
- spanska medborgare vars ID-kort anger att de är skrivna i Katalonien;
- spanska medborgare bosatta utanför Spanien men registrerade som "utlandsboende katalaner" och med kopplingar till en katalansk kommun;
- övriga icke-spanska medborgare som kan bevisa att de är skrivna i Katalonien.

Katalaner som är skrivna i andra spanska regioner hade inte rösträtt. Samma sak gällde för spanska medborgare som bor i Katalonien men som inte är skrivna där.
Beräkningar har gjorts att detta totalt skulle motsvara mellan 5,4 miljoner och 6,2 miljoner röstberättigade.

## Opinionsundersökningar
Under 2013 och 2014 har ett antal institut gjort opinionsundersökningar bland invånarna i Katalonien. Majoriteten av de svarande har i alla undersökningarna sagt sig vilja se Katalonien som en stat, medan de som vill se Katalonien som en självständig stat – beroende på undersökning – ofta varit ungefär lika många som de som inte vill det.
Under sommaren 2014 blev också den "tredje vägen", med ett mer självstyrande men icke självständigt Katalonien, populärt. Vid en opinionsundersökning i juli noterades den varianten hos 38 procent av de svarande. Den politiska skandalen i augusti kring Jordi Pujol (den tidigare regionpresidenten som anklagats för organiserad och mångårig korruption) komplicerade också bilden.
De senaste åren har antalet självständighetsförespråkare (independentister) ökat i de olika opinionsundersökningarna. Centre d'Estudis d'Opinió genomförde en enkät i slutet av oktober 2014, där 48,5 procent av de tillfrågade inte såg sig som independentister, 28,2 procent alltid varit independentister och 20,9 procent blivit det under de senaste åren. Cirka 42 procent av den sistnämnda gruppen sa sig ha bytt åsikt på grund av "den spanska regeringens attityd och kommentarer gentemot Katalonien".
|            |               | Vill Ni att Katalonien ska bli en stat? | Vill Ni att Katalonien ska bli en stat? | Vill Ni att Katalonien ska bli en stat? | Vill Ni att Katalonien ska bli en stat? | Om ja, vill Ni att denna stat ska vara självständig? | Om ja, vill Ni att denna stat ska vara självständig? | Om ja, vill Ni att denna stat ska vara självständig? | Om ja, vill Ni att denna stat ska vara självständig? |        | Stöd för självständighet bland de svarande | Stöd för självständighet bland de svarande |
| Datum      | Undersökare   | Ja (%)                                  | Nej (%)                                 | Avstår (%)                              | Vet ej/ej svar (%)                      | Ja (%)                                               | Nej (%)                                              | Avstår (%)                                           | Vet ej/ej svar (%)                                   | Ref.   | För (%)                                    | Emot (%)                                   |
| ---------- | ------------- | --------------------------------------- | --------------------------------------- | --------------------------------------- | --------------------------------------- | ---------------------------------------------------- | ---------------------------------------------------- | ---------------------------------------------------- | ---------------------------------------------------- | ------ | ------------------------------------------ | ------------------------------------------ |
| 2013-12-14 | El Periódico  | 52,3                                    | 30,4                                    | 17,3                                    | -                                       | 84,3                                                 | 11,1                                                 | 4,6                                                  | -                                                    | [ 15 ] | 54,4                                       | 44,7                                       |
| 2013-12-14 | El Mundo      | 43,0                                    | 39,1                                    | 9,0                                     | 8,9                                     | 81,9                                                 | 15,8                                                 | -                                                    | 2,3                                                  | [ 16 ] | 43,4                                       | 56,6                                       |
| 2013-12-15 | La Razón      | 48,2                                    | 32,2                                    | 10,7                                    | 9,0                                     | 83,0                                                 | 13,9                                                 | -                                                    | 3,1                                                  | [ 17 ] | 50,8                                       | 49,4                                       |
| 2013-12-21 | La Vanguardia | 56,0                                    | 36,6                                    | -                                       | 7,4                                     | 80,0                                                 | 15,0                                                 | -                                                    | 4,9                                                  | [ 18 ] | 49,9                                       | 50,1                                       |
| 2014-02-06 | 8tv           | 48,1                                    | 24,4                                    | -                                       | 27,5                                    | 84,7                                                 | 8,0                                                  | -                                                    | 7,3                                                  | [ 19 ] | 59,1                                       | 40,1                                       |
| 2014-03-09 | El Periódico  | 53,4                                    | 31,9                                    | -                                       | 14,8                                    | 86,4                                                 | 8,3                                                  | -                                                    | 5,4                                                  | [ 20 ] | 56,1                                       | 44,1                                       |
| 2014-04-30 | CEO           | 56                                      | 19,3                                    | 11,1                                    | 11,2                                    | 81,8                                                 | 14,9                                                 | 0,8                                                  | 2,5                                                  | [ 21 ] | 62,9                                       | 37,2                                       |
| 2014-05-12 | La Vanguardia | 53,3                                    | 35,7                                    | -                                       | -                                       | 81,5                                                 | 14,7                                                 | -                                                    | 3,8                                                  | [ 22 ] |                                            |                                            |
| 2014-06-25 | El Periódico  | 53,9                                    | 31,9                                    | 4,4                                     | 9,8                                     | 86,7                                                 | 7,4                                                  | -                                                    | 5,8                                                  | [ 23 ] | 56,5                                       | 43,4                                       |
| 2014-07-19 | El País       | 53,0                                    | 35,0                                    | -                                       | 12,0                                    | 84,9                                                 | 15,1                                                 | -                                                    | -                                                    | [ 13 ] | 51,1                                       | 48,9                                       |
| 2014-08-08 | La Razón      | 49,3                                    | 35,9                                    | -                                       | 14,8                                    | 80,5                                                 | 15,9                                                 | -                                                    | 3,6                                                  | [ 24 ] | 47,6                                       | 52,4                                       |
| 2014-08-08 | El Mundo      | 41,3                                    | 39,5                                    | -                                       | 19,2                                    | 82,3                                                 | 17,7                                                 | -                                                    | -                                                    | [ 25 ] | 42,1                                       | 57,9                                       |
| 2014-10-30 | 8tv           | 46,2                                    | 38,0                                    | -                                       | 15,8                                    | 100,0                                                | 0,0                                                  | -                                                    | -                                                    | [ 26 ] | 54,9                                       | 45,1                                       |
| 2014-10-31 | CEO           | 74,2                                    | 19,7                                    | 6,9                                     | 9,3                                     | 76,9                                                 | 19,6                                                 | 0,6                                                  | 2,8                                                  | [ 14 ] | 60,2                                       | 39,8                                       |

## Resultat och efterspel
Preliminära resultat angav 10 november att 2 305 290 röster (vilket skulle motsvara 41,6 procent av de röstberättigade) hade avgivits. Av rösterna stödde 80,8 procent Ja/Ja-alternativet, 10,1 procent Ja/Nej-alternativet och 4,5 procent Nej-alternativet.
| Vill Ni att Katalonien ska bli en stat? Vill Ni att denna stat ska vara självständig? 100 % av rösterna räknade | Vill Ni att Katalonien ska bli en stat? Vill Ni att denna stat ska vara självständig? 100 % av rösterna räknade | Vill Ni att Katalonien ska bli en stat? Vill Ni att denna stat ska vara självständig? 100 % av rösterna räknade |
| Alternativ | Röster | % |
| --- | --- | --- |
| Ja + Ja | 1 861 753 | 80,76 % |
| Ja + Nej | 232 182 | 10,07 % |
| Ja + Blankröst                                                                                                  | 22 466 | 0,97 % |
| Nej | 104 772 | 4,54 % |
| Blankröst | 12 986 | 0,56 % |
| Övriga | 7 131 | 3,09 % |
| Summa | 2 305 290 | 100,00 % |

Det låga valdeltagandet såg en del som ett resultat av den juridiska konflikten med Spaniens regering och författningsdomstol, vilken skulle inneburit att de flesta "nej-röstarna" avstod från att gå till valurnan medan "ja-röstarna" blev fastare i sin övertygelse. Däremot var valdeltagandet större än i de katalanska regionalvalen 2012.
Konflikten mellan Katalonien och den spanska staten bilades inte genom "folkomröstningen". I början av december (en knapp månad senare) gjorde dagstidningen La Vanguardia en opinionsundersökning i Katalonien, där tre fjärdedelar av de svarande (75,6 procent) ansåg att Spaniens författning behövde skrivas om. 33,7 procent ansåg att även en omskriven spansk författning skulle vara otillräcklig och att katalansk självständighet var nödvändig. Denna andel var dock lägre än de 48,5 procent som menade att en omskriven författning visst kunde tillgodose Kataloniens behov av erkännande i förhållande till Spanien. Missnöjet med Spaniens författning var i snitt 4-5 procentenheter högre än vid motsvarande enkät oktober 2013.

## Källhänvisningar
Den här artikeln är helt eller delvis baserad på material från katalanskspråkiga Wikipedia, 14 november 2014.
1. ↑  Kassam, Ashifa (2014-09-19): "Catalonia's parliament paves the way for November vote on independence". Theguardian.com. Läst 13 oktober 2014. (engelska)
2. ↑  "Spain court suspends Catalonia independence referendum". Bbc.com, 2014-09-29. Läst 14 oktober 2014. (engelska)
3. ↑  Alexander, Harriet (2014-10-14): "Artur Mas: Catalonia referendum will go ahead". Telegraph.co.uk. Läst 15 oktober 2014. (engelska)
4. ↑  ”Non-referendum popular consultation on the political future of Catalonia 2014”. Non-referendum popular consultation on the political future of Catalonia 2014. Generalitat de Catalunya. Arkiverad från originalet den 6 oktober 2014. https://web.archive.org/web/20141006085117/http://www20.gencat.cat/portal/site/consulta/?newLang=en_GB. Läst 13 november 2014. Arkiverad 6 oktober 2014 hämtat från the Wayback Machine. ”Arkiverade kopian”. Arkiverad från originalet den 6 oktober 2014. https://web.archive.org/web/20141006085117/http://www20.gencat.cat/portal/site/consulta/?newLang=en_GB. Läst 13 november 2014.
5. ↑  ”9N/2014” (på katalanska). Government of Catalonia. Arkiverad från originalet den 30 september 2014. https://web.archive.org/web/20140930134419/http://www.9nconsulta2014.cat/. Läst 13 november 2014.
6. ↑  "Catalan independence: November referendum 'called off'". Bbc.com, 2014-09-13. Läst 14 oktober 2014. (engelska)
7. ↑  ”DECREE 129/2014, of 27 September, on calling the non-referendum popular consultation on the political future of Catalonia” (på engelska). DECREE 129/2014, of 27 September, on calling the non-referendum popular consultation on the political future of Catalonia. Generalitat de Catalunya. Arkiverad från originalet den 30 oktober 2014. https://web.archive.org/web/20141030215314/http://www20.gencat.cat/docs/consulta/Documents/Arxius/DECRET%20129_ENG.pdf. Läst 13 november 2014. Arkiverad 30 oktober 2014 hämtat från the Wayback Machine. ”Arkiverade kopian”. Arkiverad från originalet den 30 oktober 2014. https://web.archive.org/web/20141030215314/http://www20.gencat.cat/docs/consulta/Documents/Arxius/DECRET%20129_ENG.pdf. Läst 13 november 2014.
8. ↑  Noguer, Miguel (26 oktober 2014). ”La Generalitat asume que solo los independentistas votarán el 9-N” (på spanska). El País. http://ccaa.elpais.com/ccaa/2014/10/26/catalunya/1414355211_224631.html. Läst 13 november 2014.
9. ↑  "Com hi puc participar?". Arkiverad 28 oktober 2014 hämtat från the Wayback Machine. 9nconsulta2014.cat. Läst 13 november 2014. (katalanska)
10. ↑  ”Resultados del 9N: El apoyo a la independencia logra el 81% de los votos, por un 10% del 'sí-no'” (på spanska). La Vanguardia. http://www.lavanguardia.com/politica/20141110/54419122198/resultados-9n.html. Läst 11 november 2014.
11. ↑  ”El 'sí-sí' a la independencia vence con el 80,7% de los votos del 9-N” (på spanska). El Mundo. http://www.elmundo.es/cataluna/2014/11/09/545fd1f8268e3e6b1c8b4577.html. Läst 13 november 2014.
12. ↑  ”1,6 millones de personas votan por la independencia catalana en el 9-N” (på spanska). El País. 10 november 2014. http://politica.elpais.com/politica/2014/11/09/actualidad/1415542400_466311.html. Läst 13 november 2014.
13. 1 2  ”La tercera vía se afianza entre los catalanes” (på spanska). El País. http://ccaa.elpais.com/ccaa/2014/07/19/catalunya/1405806292_593610.html. Läst 15 november 2014.
14. 1 2 3  Tugas, Roger (31 oktober 2014). ”El sí-sí s'imposaria en la consulta amb el 59,7% dels vots i el no es quedaria en el 23,8%, segons el CEO” (på katalanska). Ara.cat. http://www.ara.cat/politica/9-N-hämtdatum-CEO-barometre-independencia-si-si_0_1240076117.html. Läst 15 november 2014.
15. ↑  ”El 'sí' a la independència guanya sense arribar al 50%” (på katalanska). El Periódico. http://www.elperiodico.cat/ca/noticias/politica/independencia-guanya-sense-arribar-portada-del-periodico-catalunya-2924753. Läst 15 november 2014.
16. ↑  ”Un 35% de catalans votaria avui 'sí' a la independència” (på spanska). El Mundo. http://www.elmundo.es/cataluna/2013/12/14/52accf6561fd3db75c8b4575.html. Läst 15 november 2014.
17. ↑  ”No hi ha majoria per a la independència” (på spanska). La Razón. http://www.larazon.es/detalle_normal/noticias/4753424/espana/no-hay-mayoria-para-la-independencia. Läst 15 november 2014.
18. ↑  ”Empat entre partidaris i contraris a la independència” (på spanska). La Vanguardia. http://www.lavanguardia.com/politica/20131221/54398481033/empate-partidarios-contrarios-independencia.html. Läst 15 november 2014.
19. ↑  ”Una enquesta de 8TV mostra una Catalunya dividida davant el pla secessionista de Mas” (på spanska). Cronicaglobal.com. Arkiverad från originalet den 8 november 2014. https://web.archive.org/web/20141108175103/http://www.cronicaglobal.com/es/notices/2014/02/una-encuesta-de-8tv-refleja-una-cataluna-dividida-ante-el-plan-secesionista-de-mas-4676.php. Läst 15 november 2014.
20. ↑  ”La mayoría de catalanes creen que no habrá referendo el 9-N” (på katalanska). El Periódico. http://www.elperiodico.cat/ca/noticias/politica/majoria-catalans-creuen-que-haura-referendum-9-n-3168671. Läst 15 november 2014.
21. ↑  ”El 'sí-sí' s'imposaria amb un 47% del cens, segons el CEO” (på katalanska). Ara.cat. http://www.ara.cat/politica/CEO-hämtdatum-independencia-9-N_0_1129687193.html. Läst 15 november 2014.
22. ↑  ”Crece la indecisión ante la hämtdatum y la incertidumbre sobre su desenlace” (på spanska). La Vanguardia. Arkiverad från originalet den 18 november 2015. https://web.archive.org/web/20151118232217/http://www.lavanguardia.com/politica/20140511/54406826867/crece-indecision-consulta-incertidumbre-desenlace.html. Läst 15 november 2014.
23. ↑  ”La mitad de catalanes creen que el 9 de noviembre habrá hämtdatum” (på spanska). El Periódico. http://www.elperiodico.com/es/noticias/politica/mitad-catalanes-creen-que-noviembre-habra-hämtdatum-3328132. Läst 15 november 2014.
24. ↑  ”La independencia se desinfla en pleno «caso Pujol»”. El Razón. http://www.larazon.es/detalle_normal/noticias/7092913/espana/la-independencia-se-desinfla-en-pleno-caso-pujol. Läst 15 november 2014.
25. ↑  ”La secesión divide a los catalanes...” (på spanska). El Mundo. http://www.elmundo.es/cataluna/2014/09/01/54038585ca4741d4698b4597.html. Läst 15 november 2014.
26. ↑  ”EXCLUSIVA enquesta Gesop: el 46,2% dels catalans votarien avui a favor de la independència” (på spanska). 8tv.cat. Arkiverad från originalet den 31 oktober 2014. https://web.archive.org/web/20141031035955/http://www.8tv.cat/8aldia/videos/exclusiva-enquesta-gesop-el-462-dels-catalans-votarien-avui-a-favor-de-la-independencia/. Läst 15 november 2014.
27. ↑  ”100% de meses avaluades” (på engelska). 100% de meses avaluades. 2014-11-10. http://www.participa2014.cat/resultats/dades/ca/escr-tot-resum.html. Läst 13 november 2014.
28. ↑  ”Catalonia vote: No smiles for Spain” (på engelska). Catalonia vote: No smiles for Spain. BBC News. 2014-11-10. http://www.bbc.co.uk/news/blogs-eu-29994633. Läst 13 november 2014.
29. ↑  Ríos, Pere (2014-11-10): "El 81% de persones voten sí a la independència de Catalunya". Elpais.com. Läst 15 november 2014. (katalanska)
30. ↑  Castro, Carles (2013-12-06) "Tres de cada cuatro catalanes quieren cambiar la Constitución". Lavanguardia.com. Läst 6 december 2014. (spanska)